# موشور تخالفي
الموشور التخالفي أو مضاد المنشور او المنشور المضاد أو الموشور الزائف (بالإنجليزية: Antiprism) هو متعدد وجوه تكون القاعدتان فيه مضلعات منتظمة بعدد (n) من الاضلاع المتساوية، وترتبط القاعدتين فيما بينها بواسطة مثلثات متساوية الأضلاع. كل مثلث منها يربط رأسين من قاعدة مع رأس واحد من القاعدة الآخرى. المنشور المضاد يشبه المنشور. ويختلف عنه في أن هناك زاوية دوران بين القاعدتين تعادل نصف الزاوية المتشكلة بين رأسين متجاورين لواحد من المضلعات ومركز الدائرة المحيطة لنفس المضلع.
المنشور التخالفي متعدد وجوه محدب. وتكون وجوهه عبارة عن مضلعات برؤوس متماثلة.

## معرض الصور

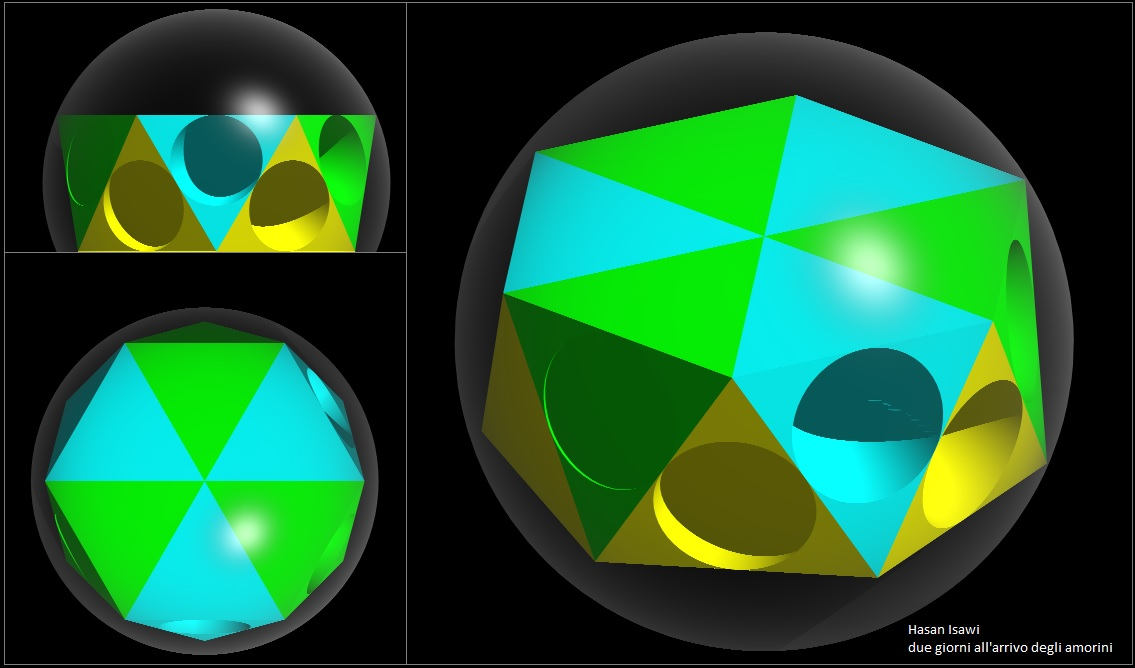
منشور تخالفي مُسدَّس
شبكة منشور تخالفي نُونيّ على سطح مستوي.